# عباسقلی‌خان لاریجانی
عباسقلی‌خان لاریجانی (۱۲۲۱–۱۳۲۶ در آمل) معروف به سرتیپ از امیران لشکر ناصرالدین‌شاه قاجار و از حاکمان منطقهٔ لاریجان و مازندران و حاکم بهبهان و کهگیلویه بود. عباسقلی‌خان فرزند عباسقلی‌بیگ لاریجانی بود که به آقامحمدخان قاجار کمک کرد تا از اسارت برادرش حسینقلی‌خان نجات یابد و به ساری آمده و اعلام پادشاهی کند. وی در هنگام سفر ناصرالدین‌شاه به مازندران در سال ۱۲۸۹ ه‍.ق حاکم بارفروش (شهر بابُل کنونی) بود. عباسقلی‌خان در ۱۲۶۶ ه‍.ق به کهگیلویه و بویراحمد اعزام شد تا طوایف لُر را به اطاعت درآورد. قابل توجه‌ترین فعالیت وی، بیرون راندن پیروان آیین بابیه از شهر بارفروش در جنگ قلعهٔ طبرسی در ۱۲۶۳ ه‍.ق است.